# Rasbora vulcanus
Rasbora vulcanus là một loài cá nước ngọt nhiệt đới thuộc họ Cyprinidae trong chi Rasbora. Bên cạnh đó chúng có danh pháp khoa học do Tan Heok Hui mô tả và năm 1999. Đây là loài cá bản địa của Sumatra thuộc Indonesia, chúng được ưa chuộng để nuôi làm loài cảnh nước ngọt vì ngoại hình nhỏ và màu sắc bắt mắt của chúng. Cá có hình dáng thuôn nhỏ, mắt to, với màu sắc ánh cam, ánh kim nhạt. Cá con có một đường sọc đỏ tím chạy từ mắt kéo dài tới tận vây đuôi.